# Wyżyna Besarabska
Wyżyna Besarabska (t. Wyżyna Bessarabska, rum. Podișul Basarabiei) – wyżyna w Europie Wschodniej.
Wyżyna Besarabska leży między dolinami Prutu na zachodzie i Dniestru na wschodzie i północy. Zajmuje niemal całą Mołdawię oraz skrawek zachodniej Ukrainy (obwód czerniowiecki). Szerokość od 50 km na północy do 180 km na południu, długość – 320 km, najwyższy punkt – wzgórze Dealul Bălănești, 430 m n.p.m. Na północy łączy się z Wyżyną Podolską, na południu opada stopniem w Nizinę Czarnomorską
Wyżyna Besarabska jest zbudowana z trzeciorzędowych margli, wapieni i piaskowców przykrytych lessem. Ma charakter lekko falistego płaskowyżu pociętego głębokimi dolinami rzecznymi. Rzeźba terenu jest urozmaicona dzięki dużym różnicom wysokości względnej na stosunkowo niewielkich odległościach. Wśród form ukształtowania terenu przeważają wysokie grzędy ciągnące się z północy na południe albo z północnego zachodu na południowy wschód, pocięte i podzielone głębokimi dolinami rzek.
Wyżyna Besarabska dzieli się na kilka mniejszych części:
- wzgórza Kodry – w centralnej części, nad Prutem, do 430 m n.p.m.
- Wyżyna Środkowomołdawska – rozczłonkowana część środkowa
- Wyżyna Naddniestrzańska (Sorocka) – część wschodnia, nad Dniestrem, 250–350 m n.p.m.
- Równina Północnomołdawska (Bielecka) – część północna, 150–200 m n.p.m.
- Równina Południowomołdawska

Klimat Wyżyny Besarabskiej jest umiarkowany ciepły o cechach kontynentalnych.
Gleby Wyżyny Besarabskiej są niezwykle urodzajne, są więc w większości zajęte pod intensywne rolnictwo. Tylko w najwyższych partiach zachowały się reliktowe lasy.